# Франц Пфеффер фон Заломон
Франц Фелікс Пфеффер фон Заломон (нім. Franz Felix Pfeffer von Salomon; 19 лютого 1888, Дюссельдорф — 12 квітня 1968, Мюнхен) — верховний керівник СА (1 листопада 1926 — 29 серпня 1930), обергруппенфюрер СА.

## Біографія
Син урядового радника. Здобув юридичну освіту в Гайдельберзькому університеті, після закінчення якого в 1910 році вступив фанен-юнкером в піхотний полк № 13 в Мюнстері. У 1911 році був проведений в лейтенанти. Учасник Першої світової війни, служив в Генеральному штабі і на Західному фронті. До кінця війни — командир батальйону, гауптман.
Після закінчення війни в листопаді 1918 — березні 1920 року керував створеним ним з'єднанням Добровольчого корпусу «Пфеффер», брав участь у боях з комуністами в Рурі, в Прибалтиці, у Верхній Сілезії, в Литві. У березні 1920 року брав участь в Каппському путчі, за що був звільнений з армії. У 1921 році амністований. У 1923 році брав активну участь в антифранцузьких виступах в Рурі. З 1924 року член Народно-соціального блоку. 10 березня 1925 року вступив у НСДАП (партквиток № 16 101). З 27 березня 1925 по 6 березня 1926 року — гауляйтер і керівник СА Вестфалії, керував створенням тут відділень НСДАП і СА. З 7 березня по 19 червня 1926 року разом з Йозефом Геббельсом до Карлом Кауфманом входив до складу комітету, який керував гау Вестфалія. У червні-листопаді 1926 року був керівником СА в Мюнхені.

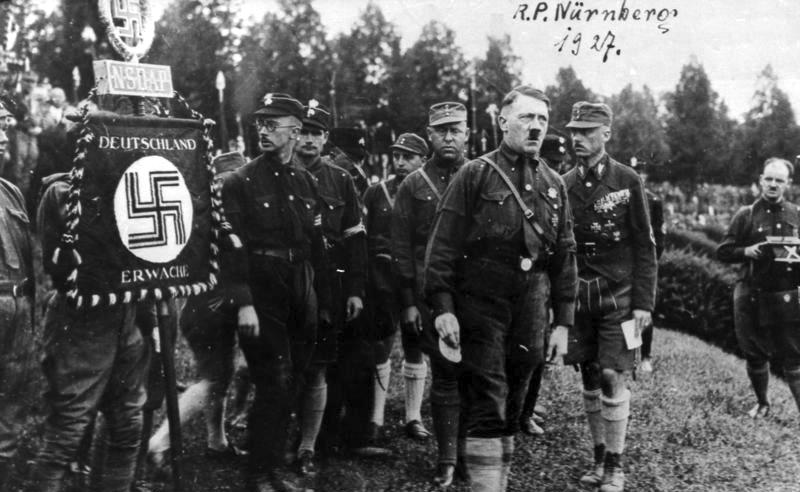
Франц Пфеффер фон Заломон (крайній праворуч) на з'їзді НСДАП (Нюрнберг, 1927).

1 листопада 1926 року Адольф Гітлер призначив Пфеффера фон Заломона Верховним керівником СА (нім. Oberster Führer der SA). В період його керівництва Штурмові загони перетворилися в майже зовсім незалежне бойове з'єднання, а кількість членів СА зросла приблизно до 80 тисяч чоловік в 1930 році. Сам Пфеффер фон Заломон відстоював ідею самостійного статусу СА в партії, що викликало загострення його відносин з Гітлером. Крім того, протистояння СС і СА вилилося у відкриті зіткнення, серед яких кульмінацією став бунт берлінських штурмовиків — т. зв. «Путч Штеннеса». Після цього, заклопотаний вольницею в СА, Гітлер 29 серпня 1930 року відсторонив Пфеффера фон Заломона і сам зайняв пост Верховного керівника СА. У 1930—1934 роках Пфеффер фон Заломон керував відділом «за порядок і культуру». З 6 листопада 1932 до листопада 1941 року — депутат Рейхстагу від округу Південний Ганновер-Брауншвейг.
Після 1933 року очолював дипломатичну розвідку Німеччини, користувався заступництвом заступника фюрера Рудольфа Гесса. Пізніше відійшов від політичної діяльності і перевівся в Імперське міністерство шляхів сполучення. Після того, як в травні 1941 року Гесс полетів до Великої Британії, був заарештований, але незабаром звільнений. 24 листопада 1941 року виключений з НСДАП. Був пов'язаний з учасниками Липневої змови 1944 року. Після замаху на Гітлера 20 липня 1944 року по розпорядженню секретаря фюрера Мартіна Бормана був заарештований, але незабаром звільнений. У 1945 році командував дивізією Фольксштурма.
Після Другої світової війни в кінці сорокових — на початку п'ятдесятих років брав активну участь в гесенській земельній організації консервативної Німецької партії.

## Нагороди
- Залізний хрест 2-го і 1-го класу
- Лицарський хрест королівського ордена дому Гогенцоллернів з мечами
- Нагрудний знак «За поранення» в чорному
- Сілезький Орел 2-го і 1-го ступеня
- Балтійський хрест
- Зелена пов'язка Вестфальських підрозділів
- Почесний хрест ветерана війни з мечами
- Золотий партійний знак НСДАП